# Theodorus Moretus
Theodorus Moretus, auch bekannt als Theodor oder Theodore Moretus (* 9. Februar 1602 in Antwerpen; † 6. November 1667 in Breslau) war ein flämischer Mathematiker, Physiker und Astronom und gehörte dem Jesuiten-Orden an. Er war Professor an den Jesuiten-Hochschulen in Prag, Olmütz und Breslau.

## Leben

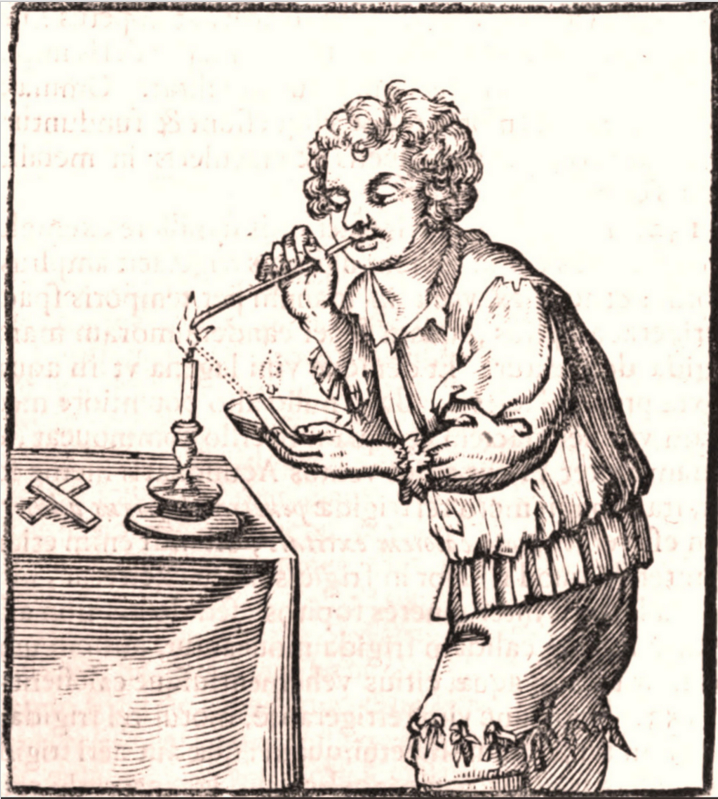
Darstellung eines Experiments des Schmelzen von Metall mit einem Spiegel, aus Tractatus physico-mathematicus de aestu mari

Moretus wurde als Sohn von Peter und Henriette Moerentorf (latinisiert Moretus) geboren. Er stammt aus einer berühmten Drucker- und Verleger-Familie: Seine Mutter war die jüngste Tochter von Christoph Plantin (um 1520–1589), und Theodorus war ein Neffe von Jan I. Moretus und Vetter von Balthasar I. Moretus.
Im Jahre 1618 trat er in Mechelen in den Jesuiten-Orden ein. Als Gehilfe von Gregor von St. Vincent kam er 1629 nach Prag, übernahm dann ab 1632 die Physik-Professur in Olmütz, kehrte aber 1634 wieder nach Prag zurück. In den folgenden Jahren war er an verschiedenen Jesuiten-Kollegien in Böhmen und Mähren tätig. Schließlich wurde er 1659 mit der Mathematik-Professur in Breslau betraut, die er bis zu seinem Tode wahrnahm.

## Wissenschaftliche Tätigkeit
Theodorus Moretus war ein Mathematiker mit außerordentlich breit gefächerten Interessen. Moretus’ mathematische Werke behandeln vorwiegend praktische Anwendungen dieser Wissenschaft. Aus heutiger Sicht würde man sie zum überwiegenden Teil in die Physik einordnen. Sie behandeln beispielsweise Fragen der Akustik und der Hydrostatik. Aufgrund seiner astronomischen Tätigkeit wurde der Mondkrater Moretus nach ihm benannt.

## Schriften
- Mathematici Tractatus, 1641
- Soliloquia ad obtestationes Davidicas et Psalmorum allegoria, 1656
- Propositiones mathematicae ex Optica de Imagine Visionis, 1661
- De ponderum gravitate, 1663
- Propositiones mathematicas ex harmonica de Soni Magnitude, 1664
- Tractatus physico-mathematicus de aestu mari, 1665
- De luna pascali et solis motu, 1666
- De principatu B. Virginis, 1670
- Principatus incomparabilis primi filii hominis messiae et primae parentis Matris Virginis : in conceptione illius immaculata exhibitus, Apud viduam J. Busaei, 1671.